# Holotrichia heterodactyla
Holotrichia heterodactyla är en skalbaggsart som beskrevs av Moser 1921. Holotrichia heterodactyla ingår i släktet Holotrichia och familjen Melolonthidae. Inga underarter finns listade i Catalogue of Life.